# Гош Іван
Іван Гош (7 липня 1915, Катеринослав (нині Дніпро) — 11 вересня 2010, Київ) — український оперний та концертно-камерний співак (тенор), соліст Дніпропетровської та Львівської опер, Українського оперного ансамблю в Мюнхені, (Німеччина).

## Життєпис
Закінчив музичну школу (музичний технікум) в Дніпропетровську (учень співачки О. Тарловської), там почав, як молодий співак, в опері. Війна відірвала молодого співака від рідної хати, і в 1943 році він опиняється в Львові, де співає в Українській Опері, як соліст-тенор. Тут зустрічається з співаком Левом Рейнаровичем.
Прийнято його до Віденської консерваторії під дирекцією Карла Праймера, а згодом, приїхавши до Зальцбургу (Австрія), почав виступати в «Моцартеум заль» з співаками-солістами Мілянської Опери — Джузеппе Тадеї та А. Цатоні. не перестає працювати над своїм голосом під наглядом професора Берлінської Опери Р. Рафаелі, з яким виступав кілька разів; виступав у таборовому оперовому театрі (режисер Семен Бутовський) та концертував з хором «Ватра» Лева Туркевича.
1950 р. прибув до США де він продовжує свої студії у італійських майстрів співу — проф. Ф. Капелі та С. Арделі, а також відбуває річне навчання при Сетелмент мюзік скул у Філадельфії у професора Бармаха (англ. Tillie Barmach).
У 1952 році Гош виступає з солісткою Метрополітен Опери Анно Каскас, в 1953 — у Карнеґі Гол в Нью-Йорку та Академі ов Мюзік у Філадельфії (партія Андрія з опери Чайковського «Мазепа»), 1954 р. знову у Карнеґі Гол на українському фестивалю в опері Лисенка «Майська ніч» (в партії Левка).
У 1956 р. співак був запрошений «Полонія Опера Компані» (англ. Polonia Opera Company) і відбув турне по ряду міст Америки, співаючи партію Казиміра в опері «Грабіна». Виступ соліста Івана Гоша в цій опері дістав признання таких майстрів співу, як Марта Еґерт, Ян Кепура та Люція Щипанська.
В Нью-Йорку співав у поставах: «Катерина» Аркаса (Андрій), «Наталка-Полтавка» (Петро), «Відьма» Углицького, «Чорноморці» Лисенка, а також в ролі Андрія в «Запорожці». 15 листопада 1969 р. Гош виконує роль у прем'єрі нової опери Антіна Рудницького «Анна Ярославна» (лібретто Леоніда Полтави) у Торонті, Канада.
Наприкінці 2007 року повернувся в Україну. Мешкав у Києві, де й помер 11 вересня 2010 року. Похований у Києві. Пам'ятний обеліск знаходиться на цвинтарі Факс-Чейз міста Філадельфія (штат Пенсильванія, США) поряд з похованням його жінки (Клавдії Кемпе-Гош).

## Партії
- Андрій («Запорожець за Дунаєм» С. Гулака-Артемовського; «Катерина» М. Аркаса; «Мазепа» П. Чайковського, укр. мовою)
- Левко («Утоплена» М. Лисенка)
- Казимир («Графиня» С. Монюшка)
- Горо («Мадам Баттерфляй» Дж. Пуччіні)
- Рюїц («Трубадур» Дж. Верді)

## Вшанування пам'яті
У місті Дніпро вулицю Десняка перейменували на вулицю Івана Гоша.